# Стеченское сельское поселение
Стеченское сельское поселение — упразднённое муниципальное образование в восточной части Погарского района Брянской области.
Административный центр — село Стечна.

## История
Образовано в результате проведения муниципальной реформы в 2005 году, путём слияния дореформенных Стеченского, Чеховского сельсоветов и части Берёзовского сельсовета.
Законом Брянской области от 4 июня 2019 года Стеченское сельское поселение было упразднено и включено в Вадьковское сельское поселение .

## Население
| 2010  | 2011  | 2012  | 2013  | 2014  | 2015  | 2016  |
| ----- | ----- | ----- | ----- | ----- | ----- | ----- |
| 1996  | ↘1981 | ↗1989 | ↘1933 | ↘1871 | ↘1856 | ↘1791 |
| 2017  | 2018  | 2019  |       |       |       |       |
| ↘1767 | ↘1698 | ↘1659 |       |       |       |       |

## Населённые пункты
| №  | Населённый пункт | Тип     | Население |
| -- | ---------------- | ------- | --------- |
| 1  | Стечна           | село    | ↘340      |
| 2  | Бугаевка         | деревня | ↘189      |
| 3  | Гамовщина        | посёлок | ↗1        |
| 4  | Глинки           | хутор   | ↘74       |
| 5  | Грязивец         | село    | ↗268      |
| 6  | Довжик           | посёлок | →14       |
| 7  | Дуброва          | посёлок | ↗11       |
| 8  | Дятлов           | посёлок | ↘9        |
| 9  | Карбовка         | деревня | ↘82       |
| 10 | Кожуровка        | деревня | →0        |
| 11 | Лосевка          | хутор   | ↗55       |
| 12 | Плоский          | посёлок | →0        |
| 13 | Поперечное       | хутор   | →65       |
| 14 | Реуха            | хутор   | ↘0        |
| 15 | Романовка        | деревня | ↗362      |
| 16 | Чеховка          | село    | ↘463      |

Ранее в состав сельского поселения также входил посёлок Красный, исключённый из учётных данных в 2011 году.